# Nils P. Lundh
Nils Petter Lundh, född 2 januari 1883 i Västra Sallerups församling, Malmöhus län, död 27 mars 1954 i Malmö, var en svensk företagsledare.
Lundh, som var son till entreprenör Jöns Olsson Lundh och Botilda Sjöström, övertog faderns firma 1906, ombildade den till AB Nils P. Lundh 1935 och var därefter dess verkställande direktör till 1953, då han efterträddes av Axel Jepsson. Lundh var styrelseledamot i Malmö kreditförening och kassaförvaltare i Malmö förening för skollovskolonier. Han gravsattes på S:t Pauli mellersta kyrkogård i Malmö.